# Flukt fra paradiset
Flukt fra paradiset är en norsk svartvit dramafilm från 1953 i regi av Toralf Sandø. I de ledande rollerna ses Pepita Jiménez, Frank Robert och Henri Charrett.

## Handling
Den vanligtvis torra lektorn Paul Stefansen reser till Paris och bryter sina hämningar.

## Rollista
- Pepita Jiménez – Lucie
- Frank Robert – Lektor Paul Stefansen
- Henri Charrett – M. Dubois
- Lita Recio – Mme. Dubois
- Georges Hubert – Emile
- Egil Hagen – Sandberg
- Erna Schøyen – Fru Stefansen
- Ulf Selmer – Stefansen
- Jean Darcante – dragspelaren
- Andrée Champeaux – Marie
- Béatrice Brunel – Georgette
- Sigurd Magnussøn – Rektor
- Berit Fossum – Sofie
- Kari Sundby – Mia
- Dominique Davray – en gatflicka
- Raymond Viquel – Jean
- Jacqueline Vincent – sångaren
- Mlle. Georgette – dansaren
- Mugette Iles – en gatflicka
- Jean Gasmia – ung man
- Christiane Sequin – Berthe

## Om filmen
Filmen producerades av bolaget Toralf Sandø Produksjon med Sandø som produktionsledare. Den bygger på Arthur Omres novell med samma namn som omarbetades till filmmanus av Sandø, Egil Hagen och Jacques Marcerou. Filmen fotades av Reidar Lund och klipptes av Olav Engebretsen. Musiken komponerades av Gunnar Sønstevold.